# Мийд (язовир)
Вижте пояснителната страница за други значения на Мийд.
Мийд (на английски: Lake Mead) е най-големият язовир в Съединените американски щати.
Разположен е на река Колорадо на 48 km югоизточно от Лас Вегас, на границата между щатите Невада и Аризона. Образуван е при строителството Хувър бент и се простира на 180 km зад язовирната стена. Общият обем на водната маса на язовира е 35 km³. Водата от язовира Мийд достига до градовете в Южна Калифорния и Невада посредством акведукти.
Язовирът е наречен в чест на Елууд Мийд, който е специално упълномощен от Бюрото по водни проекти на САЩ от 1924 до 1936 година, по времето на планирането и проектирането на Boulder Canyon Project, в резултат на който е изградена язовирната стена и езерото зад нея. През 1964 година е създадена „Национална зона за отдих на язовира Мийд“, която целогодишно предлага различни възможности за отдих.
В хода на строителството на язовирната стена, поради надигащите се води на река Колорадо, са евакуирани няколко населени места, най-известното от които е курортът Сент Томас. Всички селища остават потопени от водите на язовира, като по време на сух сезон могат да се видят руините им, заради спада на нивото на водите му.